# Antas e Matela
Antas e Matela (oficialmente: União das Freguesias de Antas e Matela) é uma freguesia portuguesa do município de Penalva do Castelo, com 18,27 km² de área e 403 habitantes (censo de 2021). A sua densidade populacional é 22,1 hab./km².

## História
Foi criada aquando da reorganização administrativa de 2012/2013, resultando da agregação das antigas freguesias de Antas e Matela.

## Demografia
A população registada nos censos foi:
| Distribuição da População por Grupos Etários | Distribuição da População por Grupos Etários | Distribuição da População por Grupos Etários | Distribuição da População por Grupos Etários | Distribuição da População por Grupos Etários | Distribuição da População por Grupos Etários |
| -------------------------------------------- | -------------------------------------------- | -------------------------------------------- | -------------------------------------------- | -------------------------------------------- | -------------------------------------------- |
| Antes da agregação                           |                                              |                                              |                                              |                                              |                                              |
| Ano                                          | 0-14 anos                                    | 15-24 anos                                   | 25-64 anos                                   | >= 65 anos                                   | Total                                        |
| 2001                                         | 74                                           | 61                                           | 235                                          | 187                                          | 557                                          |
| 2011                                         | 43                                           | 46                                           | 200                                          | 184                                          | 473                                          |
| Após a agregação                             |                                              |                                              |                                              |                                              |                                              |
| Ano                                          | 0-14 anos                                    | 15-24 anos                                   | 25-64 anos                                   | >= 65 anos                                   | Total                                        |
| 2021                                         | 25                                           | 30                                           | 161                                          | 187                                          | 403                                          |